# Liste des comarques de la région de Murcie
Comarques de la région de Murcie.
- Comarque Altiplano de Murcie (es)
- Comarque de Lorca (es), nom depuis 2007 de l'ancienne comarque Alto Guadalentín
- Comarque Bajo Guadalentín (es)
- Comarque Campo de Carthagène (es) (Comarque de Carthagène)
- Comarque Huerta de Murcia
- Comarque du Mar Menor (es)
- Comarque du Noroeste (es)
- Comarque du Río Mula
- Comarque Orientale (es)
- Comarque Vallée de Ricote (es)
- Comarque Vega Alta del Segura (es)
- Comarque Vega Media del Segura (es)